# النهاية في شرح الغاية
النهاية في شرح الغاية للكرماني، هو كتاب ألفه محمود بن حمزة بن نصر الكرماني النحوي المتوفى سنة 525هـ. سماه «النهاية في شرح كتاب الغاية»، وسماه بعض أصحاب التراجم بـ«الهداية في شرح غاية ابن مهران»، وأشار إليه الكرماني في عدد من كتبه الأخرى: مثل لباب التفسير وغرائب التفسير، وكتاب النهاية في شرح الغاية للكرماني هو شرح للقراءات العشر التي جمعت لأول مرة على يد ابن مجاهد في كتابه «السبعة»، ثم تلاه الغاية في القراءات، وقام الكرماني بشرحها شرحًا نفيسًا مختصرًا.
وتميز هذا الكتاب بكونه مختصرًا، كما ذكر الكرماني في كتابه اختيارات القراء العشرة، وكذلك اختيار أبي حاتم سهل بن محمد السجستاني، وتميز كتاب النهاية بكونه شرحًا يكشف مغلقات كتاب الغاية، وأظهر المؤلف الكرماني فوائد وفرائد كتاب الغاية، كما ذكر الكرماني أسماء شيوخ ابن مهران وتلاميذه وتميز بذلك عن غيره، واعتمد الكرماني على مصادر كبيرة في شرحه للغاية، على الرغم من فقدن كثير منها.
وقد كان كتاب النهاية في شرح كتاب الغاية مخطوطًا، إذ كان موجودًا في مكتبة علي أصغر حكمت في طهران، وهي مخطوطة كتبه في سنة 607ه، حتى قام الدكتور حسين خلف صالح الحلو، وطبع في دار الغوثاني للدراسات القرآنية، وكانت الطبعة الأولى في عام 1442هـ، وجاء الكتاب في 768 صفحة.

## نبذة عن الكتاب
أعد محمود بن حمزة الكرماني شرحًا لكتاب الغاية في القراءات العشر لأحمد بن الحسين بن مهران، وكتاب الغاية هو أول كتاب صنف في القراءات الزائدة على القراءات السبع، وتميز بكونه شرحًا موضحًا لكثير من الأمور الغامضة في الغاية، ومظهرًا للفوائد التي تضمنها الكتاب.
صنف ابن مهران كتابه «الغاية في القراءات العشر»، وكان من أهم كتبه المؤلفة في القراءات والتجويد؛ فقام محمود بن حمزة الكرماني المتوفى سنة 500ه بإعداد شرح للكتاب سماه «النهاية في شرح كتاب الغاية»، وسماه بعض أصحاب التراجم بـ«الهداية في شرح غاية ابن مهران»، وأشار إليه الكرماني في عدد من كتبه الأخرى: مثل: لباب التفسير وغرائب التفسير، وكتاب النهاية في شرح الغاية للكرماني هو شرح للقراءات العشر التي جمعت لأول مرة على يد ابن مجاهد في كتابه «السبعة»، ثم تلاه الغاية في القراءات، وقام الكرماني بشرحها شرحًا نفيسًا مختصرًا.

## ميزات الكتاب
تميز هذا الكتاب بما يلي:
- تميز الكتاب بكونه مختصرًا.
- ذكر الكرماني في كتابه اختيارات القراء العشرة، وكذلك اختيار أبي حاتم سهل بن محمد السجستاني.
- تميز كتاب النهاية بكونه شرحًا يكشف مغلقات كتاب الغاية.
- أظهر المؤلف الكرماني فوائد وفرائد كتاب الغاية.
- ذكر الكرماني أسماء شيوخ ابن مهران وتلاميذه وتميز بذلك عن غيره.
- اعتماد الكرماني على مصادر كبيرة في شرحه للغاية، على الرغم من فقدن كثير منها.[2][3]

## طبعات وتحقيقات الكتاب
كان كتاب النهاية في شرح كتاب الغاية مخطوطًا، إذ كان موجودًا في مكتبة علي أصغر حكمت في طهران، وهي مخطوطة كتبه في سنة 607ه، حتى قام الدكتور حسين خلف صالح الحلو، وطبع في دار الغوثاني للدراسات القرآنية بالتعاون مع مركز تفسير للدراسات القرآنية، وكانت الطبعة الأولى في عام 1442هـ، وجاء الكتاب في 768 صفحة.